# Faustino Nicoli
Faustino Nicoli Nizza (Barcelona, 7 de enero de 1852-Madrid, 15 de abril de 1925) fue un industrial y político español, alcalde de Madrid durante la Restauración borbónica.

## Biografía
Nació en Barcelona el 7 de enero de 1852.
Dirigió durante muchos años el establecimiento de escultura industrial y taller de mármoles que fundó D. Pedro Nicoli en Madrid, donde se han construido innumerables obras de arte que adornan, no solamente panteones, sino toda clase de labrado en mármol.
Entre las obras decimonónicas suyas, descuellan la restauración efectuada en la iglesia de las Calatravas (Madrid), las escaleras de los palacios de Peñaloza, del Conde de Guadalcázar, del Marqués de Campo, de la Granja, del Duque de Medinaceli, del de Sexto, del Marqués de Cubas, del Duque de Uceda, del Palacio Longoria, Recur y otras muchas.
Asimismo, Nicoli restauró, toda la labor en piedra del monumental Archivo de Alcalá de Henares y supo reproducir los primores del arte mudéjar y Renacimiento español.
El templo  de la Real Basílica de San Francisco el Grande también ha sido lugar á propósito para los artífices Nicoli, que construyeron los siete altares y los dos hermosos púlpitos que decoran el presbiterio.
En Salamanca realizó bajo la dirección del Marqués Francisco de Cubas, el monumento gótico elevado á la memoria del Duque de Alba, así como en el Monasterio de La Rábida ha perpetuado en mármoles el proyecto del arquitecto Don Ricardo Velázquez Bosco que conmemora el Descubrimiento de América.
También los Nicoli promovieron a gran escala la explotación de nuevas canteras en España, tales como las de Valencia, las de Urda en Toledo y las de Macael en Almería.
Miembro del partido Liberal, fue concejal y teniente alcalde del Distrito Congreso a finales del siglo XIX y principios del XX, llegando a ser alcalde de Madrid durante 1923, hasta que fueron disueltos todos los ayuntamientos de la Nación tras el golpe militar del General Miguel Primo de Rivera.
Dirigió la revista quincenal El Eco de la construcción, editada de 1908 a 1913.
Falleció en Madrid el 15 de abril de 1925.